# Siunong Unong Julu
Siunong Unong Julu is een bestuurslaag in het regentschap Humbang Hasundutan van de provincie Noord-Sumatra, Indonesië. Siunong Unong Julu telt 595 inwoners (volkstelling 2010).